# Robuste (Schiff, 1807)
Die Robuste war ein 80-Kanonen-Linienschiff (Zweidecker) 1. Ranges der Tonnant-Klasse (Bucentaure-Gruppe) der französischen Marine, das von 1807 bis 1809 in Dienst stand.

## Geschichte

### Bau
Das am 26. März 1805 bestellte Schiff wurde unter der Bauaufsicht des Schiffbaumeisters Jean-Baptiste Lefebvre im Mai 1805 im Marinearsenal von Toulon auf Kiel gelegt. Der Stapellauf erfolgte am 30. Oktober 1806 und die Indienststellung im Mai 1807.

### Einsatzgeschichte
Sie wurde nach ihrer Fertigstellung Kapitän Louis-Antoine-Cyprien Infernet zugeteilt und später von Julien Marie Cosmao-Kerjulien befehligt.
Sie fungierte von April 1809 an als Flaggschiff eines Geschwaders. Frankreich befand sich zu diesem Zeitpunkt im Fünften Koalitionskrieg gegen Großbritannien und Österreich.
Als Admiral Honoré Joseph Antoine Ganteaume 1809 die Verstärkung Spanischer Flotten organisierte, wurde die Robuste das Flaggschiff eines Geschwaders unter Cosmao. Zusammen mit der Donawerth, Génois, Borée und Lion sowie den Fregatten Pauline und Pénélope  war die Robuste fortan im Geleitschutzauftrag tätig und beschützte Transportschiffe.
Ab Oktober 1809 unterstand das Geschwader Konteradmiral François-André Baudin mit gleichem Auftrag. Am 21. Oktober 1809 wurde der Verband von der britischen Fregatte HMS Pomone entdeckt und an Vizeadmiral Lord Collingwood weitergemeldet, der sofort drei Fregatten als Vorhut entsandte und selber mit 15 Linienschiffen auslief, um die Verfolgung aufzunehmen.
Am Morgen des 23. Oktober konnte die britische HMS Volontaire das französische Geschwader aufnehmen und melden.
Der britische Verband nahm die Verfolgung auf, verlor aber den Kontakt. Am 24. Oktober 1809 wurden die Schiffe Robuste, Borée, Lion und Pauline von der HMS Tigre aufgenommen, aber schließlich auch wieder verloren. Erst am 25. Oktober kamen beide Flottenteile nahe der südfranzösischen Küste wieder in Sichtweite. Die Franzosen segelten dabei sehr dicht an der Küste und wurden von den Briten verfolgt.
Offenbar gerieten einige Schiffe dabei so unter Druck, dass diese gegen Mittag auf Höhe der französischen Küstenstadt Frontignan strandeten – darunter auch die Robuste und die Lion.
Nach zweistündigen vergeblichen Bemühungen, die Schiffe freizubekommen, gab Baudin die Schiffe auf und ordnete deren Verbrennungen an, damit sie den Briten nicht als Prisen in die Hände fallen konnten.

## Bemerkungen
1. ↑  Die französische Einteilung in Rangklassen wich von der britischen ab. Zum Zeitpunkt der Fertigstellung  der Robuste waren französische Schiffe Ersten Ranges Dreidecker mit bis zu 118 Kanonen oder Zweidecker mit 80 Kanonen.